# Martin Persson Nilsson
Martin Persson Nilsson, né le 12 juillet 1874 à Stoby et mort le 7 avril 1967 à Lund est un philologue, mythographe et historien des systèmes religieux grec et romain. Son travail s'appuie sur la combinaison de sources littéraires et de sources archéologiques, liant ainsi les sources historiques et préhistoriques de l'évolution des cycles mythologiques grecs.

## Biographie
Martin P. Nilsson commence sa carrière en 1900 en tant que tuteur à l'Université de Lund. Il est nommé secrétaire de la Commission archéologique suédoise qui fouillait alors à Rhodes en 1905. En 1909, il est nommé professeur de grec ancien, d'archéologie classique et d'histoire ancienne à Lund. Plus tard, Nilsson est secrétaire de la Société royale des lettres à Lund et associé de l'Académie royale suédoise des lettres, de l'histoire et des antiquités à Stockholm. En 1924, il est nommé membre correspondant de l'Académie prussienne des sciences. Il est élu membre international de la Société américaine de philosophie en 1939 et membre international honoraire de l'Académie américaine des arts et des sciences.

## Travaux
Son œuvre la plus connue en allemand est sa Geschichte der griechischen Religion (Histoire de la religion grecque ), publiée dans le Handbuch der Altertumswissenschaft (Manuel de l'Antiquité classique), qui a connu plusieurs éditions que Nilsson avait précédemment publiée en suédois sous le titre Den grekiska religionens historia en 1922. Son oeuvre la plus citée en anglais est sa Minoan-Mycenaean Religion, and Its Survival in Greek Religion (La religion Minoenne-Mycénienne et ses survivances dans la religion grecque).
- Primitive Time-Reckoning; A Study in the Origins and First Development of the Art of Counting Time Among the Primitive and Early Culture Peoples, Lund, C. W. K. Gleerup, 1920.
- The Mycenaean Origin of Greek Mythology, Berkeley, University of California Press,1932 (Texte en ligne).
- Homer and Mycenae, London, Methuen, 1933.
- Primitive Religion, 1934
- "Early Orphism and Kindred Religious Movements" dans Harvard Theological Review 28, 1935, pp.180-230
- The Age of the Early Greek Tyrants, Belfast, The Dill Memorial Lecture, 1936.
- Greek Popular Religion, New York, Cat, 1940. (Texte en ligne)
- (sv) Grekisk Religiositet, Stockholm, Hugo Gebers Förlag, 1946
  - Traduit en allemand sous le titre Griechischer Glaube, Bern, A Francke Verlag, 1950.
  - Traduit en anglais sous le titre Greek Piety, Norton, Oxford University Press, 1969.
- Greek Folk Religion, réimprimé avec un mot introductif d'Arthur Darby Nock, 1972
- (sv) Den Grekiska Religionens Historia [« History of Greek Religion »], 1922
  - Traduit en allemand sous le titre (de) Handbuch der Altertumswissenschaft [« Handbook of Classical Antiquities »], « Geschichte der griechischen Religion »
- Minoan-Mycenaean Religion, and Its Survival in Greek Religion, Lund, Gleerup); 2nd édition révisée, 1950
- The Bacchic Mysteries in Italy
  - Voir aussi "The Bacchic Mysteries in the Roman Age" Harvard Theological Review 46 (1953):175-202
- Cults, Myths, Oracles, and Politics in Ancient Greece (Studies in Mediterranean Archeology)
- The Historical Hellenistic Background of the New Testament (The Bedell Lecture, Kenyon College)

## Sources
- "Martin P. Nilsson : In Memoriam" The Harvard Theological Review 60.4 (octobre 1967), p. 373.

## Lectures complémentaires
- Einar Gjerstad, Martin P. Nilsson in memoriam. (Lund: Gleerup) 1968. (Avec Erik Johan Knudtzon et al., Bibliographie Martin P. Nilsson.)
- John Granlund, "Martin Persson Nilsson (1874–1967)" 'dans Dag Strömbäck (ed.) Leading folklorists of the North (Oslo) 1971:135–170.